# Ван Тиггелен, Адри
Адрианюс (Адри) ван Тиггелен (нидерл. Adrianus Andreas (Adri) van Tiggelen; род. 16 июня 1957, Ауд-Бейерланд, Южная Голландия) — нидерландский футболист, выступавший на позиции левого защитника, и тренер.
Начинал свою карьеру в роттердамской «Спарте», где и состоялся как футболист, выступая на разных позициях и выполняя разнообразные функции на поле. Также с большим успехом поиграл в Бельгии за «Андерлехт».

## Клубная карьера
Родившись в Ауд-Бейерланде, Южная Голландия, ван Тигелен начал свою профессиональную карьеру в «Спарте». Его дебют в большом футболе пришёлся на матч с «друзьями» из «Фейеноорда», состоявшийся 30 августа 1978 года и закончившийся со счетом 1:0 в пользу «Спарты». За пятилетний период в клубе он был бесспорным игроком основного состава, также не забывая находить путь и к чужим воротам (13 голов в Эредивизе за 5 лет).
В 1983 году ван Тиггелен подписал контракт с «Гронингеном» и выступал за этот клуб на протяжении трех лет, подтверждая свой высочайший уровень в каждой игре. Позже он попробовал свои силы заграницей, подписав контракт с «Андерлехтом» в соседней Бельгии, где также регулярно выходил на поле.
В возрасте 34 лет ван Тиггелен вернулся в Нидерланды, перейдя в ПСВ. Ветеран провел за этот клуб порядка 100 матчей, тем самым внёс посильную помощь в завоевании ПСВ чемпионского титула в сезоне 1991—1992. Закончил карьеру ван Тиггелен в 38 лет, сыграв свой последний сезон за «Дордрехт». Его последняя игра завершилась со счетом 5:1 в пользу его клуба против «Волендама».
После окончания карьеры футболиста ван Тиггелен вернулся в свой родной клуб, помогая главному тренеру в качестве ассистента и тренера молодёжного состава. в 2005 году впервые получил опыт главного тренера команды, заняв со «Спартой» второе место в Эрсте Дивизие и помог своему клубу вернуться в высший дивизион.
Второе пришествие в качестве главного тренера — и вновь в «Спарту» — произошло в конце 2007 года после увольнения Герта Андевиля. Позже ван Тигелен стал одним из помощников в тренерском штабе Фока Бооя.

## Международная карьера
Ван Тиггелен провел за национальную сборную Нидерландов 56 матчей, не забив при этом ни одного мяча. Он дебютировал в сборной 21 сентября 1983 года в возрасте 26 лет в матче с Бельгией (1:1).
Начиная с 1986 года, ван Тиггелен являлся твердым игроком основного состава: он отыграл все матчи на победном для своей страны Евро 1988. Ван Тигелен также представлял свою страну на ЧМ 1990 и на Евро 1992. Закончил свою международную карьеру в возрасте 35 лет сразу после проигрыша датчанам на триумфальном для Дании Евро.

## Статистика

### Матчи ван Тиггелена за сборную Нидерландов
| Матчи ван Тиггелена за сборную Нидерландов | Матчи ван Тиггелена за сборную Нидерландов | Матчи ван Тиггелена за сборную Нидерландов | Матчи ван Тиггелена за сборную Нидерландов | Матчи ван Тиггелена за сборную Нидерландов | Матчи ван Тиггелена за сборную Нидерландов |
| ------------------------------------------ | ------------------------------------------ | ------------------------------------------ | ------------------------------------------ | ------------------------------------------ | ------------------------------------------ |
| №                                          | Дата                                       | Соперник                                   | Счёт                                       | Голы ван Тиггелена                         | Соревнование                               |
| 1                                          | 21 сентября 1983                           | Бельгия                                    | 1:1                                        | —                                          | Товарищеский матч                          |
| 2                                          | 12 октября 1983                            | Ирландия                                   | 3:2                                        | —                                          | Чемпионат Европы 1984 (отбор)              |
| 3                                          | 14 марта 1984                              | Дания                                      | 6:0                                        | —                                          | Товарищеский матч                          |
| 4                                          | 14 ноября 1984                             | Австрия                                    | 0:1                                        | —                                          | Чемпионат мира 1986 (отбор)                |
| 5                                          | 14 мая 1985                                | Венгрия                                    | 1:0                                        | —                                          | Чемпионат мира 1986 (отбор)                |
| 6                                          | 4 сентября 1985                            | Болгария                                   | 1:0                                        | —                                          | Товарищеский матч                          |
| 7                                          | 16 октября 1985                            | Бельгия                                    | 0:1                                        | —                                          | Чемпионат мира 1986 (отбор)                |
| 8                                          | 20 ноября 1985                             | Бельгия                                    | 2:1                                        | —                                          | Чемпионат мира 1986 (отбор)                |
| 9                                          | 12 марта 1986                              | ГДР                                        | 1:0                                        | —                                          | Товарищеский матч                          |
| 10                                         | 29 апреля 1986                             | Шотландия                                  | 0:0                                        | —                                          | Товарищеский матч                          |
| 11                                         | 14 мая 1986                                | ФРГ                                        | 1:3                                        | —                                          | Товарищеский матч                          |
| 12                                         | 10 сентября 1986                           | Чехословакия                               | 0:1                                        | —                                          | Товарищеский матч                          |
| 13                                         | 15 октября 1986                            | Венгрия                                    | 1:0                                        | —                                          | Чемпионат Европы 1988 (отбор)              |
| 14                                         | 19 ноября 1986                             | Польша                                     | 0:0                                        | —                                          | Чемпионат Европы 1988 (отбор)              |
| 15                                         | 21 декабря 1986                            | Кипр                                       | 2:0                                        | —                                          | Чемпионат Европы 1988 (отбор)              |
| 16                                         | 21 января 1987                             | Испания                                    | 1:1                                        | —                                          | Товарищеский матч                          |
| 17                                         | 29 апреля 1987                             | Венгрия                                    | 2:0                                        | —                                          | Чемпионат Европы 1988 (отбор)              |
| 18                                         | 9 сентября 1987                            | Бельгия                                    | 0:0                                        | —                                          | Товарищеский матч                          |
| 19                                         | 14 октября 1987                            | Польша                                     | 2:0                                        | —                                          | Чемпионат Европы 1988 (отбор)              |
| —                                          | 28 октября 1987                            | Кипр                                       | 8:0 (аннулирован)                          | —                                          | Чемпионат Европы 1988 (отбор)              |
| 20                                         | 9 декабря 1987                             | Кипр                                       | 4:0                                        | —                                          | Чемпионат Европы 1988 (отбор)              |
| 21                                         | 16 декабря 1987                            | Греция                                     | 3:0                                        | —                                          | Чемпионат Европы 1988 (отбор)              |
| 22                                         | 24 мая 1988                                | Болгария                                   | 1:2                                        | —                                          | Товарищеский матч                          |
| 23                                         | 1 июня 1988                                | Румыния                                    | 2:0                                        | —                                          | Товарищеский матч                          |
| 24                                         | 12 июня 1988                               | СССР                                       | 0:1                                        | —                                          | Чемпионат Европы 1988                      |
| 25                                         | 15 июня 1988                               | Англия                                     | 3:1                                        | —                                          | Чемпионат Европы 1988                      |
| 26                                         | 18 июня 1988                               | Ирландия                                   | 1:0                                        | —                                          | Чемпионат Европы 1988                      |
| 27                                         | 21 июня 1988                               | ФРГ                                        | 2:1                                        | —                                          | Чемпионат Европы 1988                      |
| 28                                         | 25 июня 1988                               | СССР                                       | 2:0                                        | —                                          | Чемпионат Европы 1988                      |
| 29                                         | 14 сентября 1988                           | Уэльс                                      | 1:0                                        | —                                          | Чемпионат мира 1990 (отбор)                |
| 30                                         | 19 октября 1988                            | ФРГ                                        | 0:0                                        | —                                          | Чемпионат мира 1990 (отбор)                |
| 31                                         | 4 января 1989                              | Израиль                                    | 2:0                                        | —                                          | Товарищеский матч                          |
| 32                                         | 22 марта 1989                              | СССР                                       | 2:0                                        | —                                          | Товарищеский матч                          |
| 33                                         | 26 апреля 1989                             | ФРГ                                        | 1:1                                        | —                                          | Чемпионат мира 1990 (отбор)                |
| 34                                         | 31 мая 1989                                | Финляндия                                  | 1:0                                        | —                                          | Чемпионат мира 1990 (отбор)                |
| 35                                         | 15 ноября 1989                             | Финляндия                                  | 3:0                                        | —                                          | Чемпионат мира 1990 (отбор)                |
| 36                                         | 20 декабря 1989                            | Бразилия                                   | 0:1                                        | —                                          | Товарищеский матч                          |
| 37                                         | 21 февраля 1990                            | Италия                                     | 0:0                                        | —                                          | Товарищеский матч                          |
| 38                                         | 30 мая 1990                                | Австрия                                    | 2:3                                        | —                                          | Товарищеский матч                          |
| 39                                         | 3 июня 1990                                | Югославия                                  | 2:0                                        | —                                          | Товарищеский матч                          |
| 40                                         | 12 июня 1990                               | Египет                                     | 1:1                                        | —                                          | Чемпионат мира 1990                        |
| 41                                         | 16 июня 1990                               | Англия                                     | 0:0                                        | —                                          | Чемпионат мира 1990                        |
| 42                                         | 21 июня 1990                               | Ирландия                                   | 1:1                                        | —                                          | Чемпионат мира 1990                        |
| 43                                         | 24 июня 1990                               | ФРГ                                        | 1:2                                        | —                                          | Чемпионат мира 1990                        |
| 44                                         | 17 октября 1990                            | Португалия                                 | 0:1                                        | —                                          | Чемпионат Европы 1992 (отбор)              |
| 45                                         | 16 октября 1991                            | Португалия                                 | 1:0                                        | —                                          | Чемпионат Европы 1992 (отбор)              |
| 46                                         | 4 декабря 1991                             | Греция                                     | 2:0                                        | —                                          | Чемпионат Европы 1992 (отбор)              |
| 47                                         | 12 февраля 1992                            | Португалия                                 | 0:2                                        | —                                          | Товарищеский матч                          |
| 48                                         | 25 марта 1992                              | Югославия                                  | 2:0                                        | —                                          | Товарищеский матч                          |
| 49                                         | 27 мая 1992                                | Австрия                                    | 3:2                                        | —                                          | Товарищеский матч                          |
| 50                                         | 30 мая 1992                                | Уэльс                                      | 4:0                                        | —                                          | Товарищеский матч                          |
| 51                                         | 5 июня 1992                                | Франция                                    | 1:1                                        | —                                          | Товарищеский матч                          |
| 52                                         | 12 июня 1992                               | Шотландия                                  | 1:0                                        | —                                          | Чемпионат Европы 1992                      |
| 53                                         | 15 июня 1992                               | СНГ                                        | 0:0                                        | —                                          | Чемпионат Европы 1992                      |
| 54                                         | 18 июня 1992                               | Германия                                   | 3:1                                        | —                                          | Чемпионат Европы 1992                      |
| 55                                         | 22 июня 1992                               | Дания                                      | 2:2 (4:5 пен.)                             | —                                          | Чемпионат Европы 1992                      |

Итого (без учёта аннулированных матчей): 55 матчей / 0 голов; 30 побед, 13 ничьих, 12 поражений.

## Титулы

### Клубные
- Эредивизе: 1991/92
- Суперкубок Нидерландов: 1992, второй призёр 1991
- Жупиле (Чемпионат Бельгии): 1986/87, 1990/91
- Кубок Бельгии: 1987/88, 1988/89
- Суперкубок Бельгии: 1986, 1987, второй призёр 1988, 1989

### За сборную
- Чемпион Европы: 1988